# Circuito Urbano de Durban
O Circuito Urbano de Durban foi um circuito de rua temporário, localizado em Durban na África do Sul. 
O circuito tinha 3.283 km e recebeu a etapa sul-africana da A1 Grand Prix de 2006 a 2008.

## História
O circuito e a infraestrutura foram projetados pela D3 Motorsport Development, que também supervisionou a construção do circuito a cada ano. 
No seu primeiro ano, o evento foi eleito a melhor rodada da temporada de 2005-06 da A1 Grand Prix e também um dos maiores eventos esportivos da história de Durban. Foi anunciado em 21 de julho de 2008 que Kyalami sediaria a rodada sul-africana da temporada de 2008-09 da A1 Grand Prix em vez do circuito de rua.
Em 2010, o circuito iria receber uma rodada do Campeonato Mundial da FIA de GT1. No entanto, após atrasos na conclusão das alterações no circuito devido à construções para a Copa do Mundo de 2010, a rodada sul-africana foi adiada para 2011. Um evento espanhol no Circuito de Navarra foi proposto como substituto para Durban no calendário, e foi confirmado na reunião do Conselho Mundial de Automobilismo de 24 de outubro.